# Uvariodendron
Uvariodendron es un género de plantas fanerógamas  perteneciente a la familia de las anonáceas. Tiene 18 especies que son nativas de África occidental.

## Taxonomía
El género fue descrito por (Engl. & Diels, 1901) R.E.Fr. y publicado en Acta Horti Bergiani 10: 51. 1931.

## Especies
| - Uvariodendron angustifolium - Uvariodendron anisatum - Uvariodendron calophyllum - Uvariodendron connivens - Lista completa de especies |